# リアン・ネヴィル
リアン・ネヴィル（Lien Neville）は、SNKの対戦型格闘ゲーム『KOF MAXIMUM IMPACT』シリーズに登場する架空の人物。担当声優は井上富美子。

## 概要
デュークに従う暗殺者。育ての親でもあるデュークの指示に忠実に従っているが、愛憎のような感情（本人曰く、激しい恋愛）を抱いており、スキあらばデュークを殺そうと考えている。
11歳の時から既に両親が属する"組織"の一員だった。しかし、突如「アデス」の手により"組織"は壊滅して、リーダー格であった両親を殺された。両親の敵としてデュークの殺害に失敗した後、15年間デュークの元で育った。
アルバ・メイラとソワレ・メイラの恩人であるフェイトはリアンに暗殺された為、メイラ兄弟に憎まれている。
『MI2』のデュークのエンディングによると、リアンはデュークの死んだ妹に似ているらしい。

## 各種技の解説

### 通常投げ
カーフ

ズール

### 必殺技
アサルト・タイプι【シルマ】
地面にパンチを振り下ろして衝撃波を出す。
アサルト・タイプз【モイライ】
軽く前転する。
アサルト・タイプз【メガイラ】

アサルト・タイプз【ティシフォネ】

アサルト・タイプз【クロト】

アサルト・タイプз【ラケシス】

アサルト・タイプη【ザニア】
水平にチョップを繰り出す。
アサルト・タイプδ【イェド・プリオル】
踏み込んでボディブローを繰り出す。
アサルト・タイプε【イェド・ポステリオル】

アサルト・タイプε【アトロポス】

アサルト・タイプγ【サドアクビア】
頭上まで届く光の柱を出す飛び道具系の技。
アサルト・タイプσ【アル・ニヤト】
コマンド投げ。
アサルト・タイプπ【アゼルファファジ】
斜め下に蹴りつつ下降する突進技。

### 超必殺技
アサルト・タイプλ【シャウラ】

アサルト・タイプμ【バラキ】

アサルト・タイプν【サリエル】

アサルト・タイプβ【アル・タルフ】
肘を伸ばして突進する。ヒットするとロックして乱舞。
アサルト・タイプω【アレクト】
ガード中に出すカウンター技。

## 関連人物
- デューク - 育ての親・両親の仇敵？
- アルバ・メイラ - 宿敵
- ソワレ・メイラ - 宿敵